# Kommunalvalen i Sverige 1958
Kommunalvalet i Sverige 1958 genomfördes söndagen den 21 september 1958. Vid detta val valdes kommunalfullmäktige och stadsfullmäktige för mandatperioden 1959–1962 i samtliga 1 032 kommuner. Valet påverkade också på sikt första kammarens sammansättning.

## Valda fullmäktige
| Parti  | Parti                        | Mandatfördelning | Mandatfördelning |
| Parti  | Parti                        | Antal            | +−               |
| ------ | ---------------------------- | ---------------- | ---------------- |
|        | Socialdemokraterna           | 14 176           | -649             |
|        | Centerpartiet                | 7 593            | +1 241           |
|        | Högerpartiet                 | 5 620            | +876             |
|        | Folkpartiet                  | 4 407            | -1 367           |
|        | Sveriges kommunistiska parti | 732              | -178             |
|        | Övriga partier               | 349              | —                |
| Totalt | Totalt                       | 32 877           | -171             |

## Stadsfullmäktigevalen
| Stadsfullmäktigevalen | Stadsfullmäktigevalen        | Stadsfullmäktigevalen | Stadsfullmäktigevalen | Stadsfullmäktigevalen | Stadsfullmäktigevalen | Stadsfullmäktigevalen |
| Parti                 | Parti                        | Röster                | Röster                | Röster                | Mandatfördelning      | Mandatfördelning      |
| Parti                 | Parti                        | Antal                 | %                     | +- %                  | Antal                 | +-                    |
| --------------------- | ---------------------------- | --------------------- | --------------------- | --------------------- | --------------------- | --------------------- |
|                       | Socialdemokraterna           | 969 455               | 49,0                  | +0,6                  | 2 429                 | -4                    |
|                       | Högerpartiet                 | 485 717               | 24,5                  | +6,4                  | 1 079                 | +227                  |
|                       | Folkpartiet                  | 361 765               | 18,3                  | -7,9                  | 822                   | -290                  |
|                       | Sveriges kommunistiska parti | 95 873                | 4,8                   | -1,3                  | 145                   | -47                   |
|                       | Centerpartiet                | 62 430                | 3,2                   | +2,2                  | 220                   | +132                  |
|                       | Övriga partier               | 3 766                 | 0,2                   | —                     | 33                    | —                     |
| Antal giltiga röster  | Antal giltiga röster         | 1 979 006             | 100                   |                       | 4 728                 | +35                   |
| Ogiltiga röster       | Ogiltiga röster              | 10 651                |                       |                       |                       |                       |
| Totalt                | Totalt                       | 1 989 657 (79,3%)     |                       |                       |                       |                       |

Flera städer ingick inte i något av landstingen på grund av sin storlek. Vid valet 1958 var dessa sex stycken av totalt 133 städer i landet; Stockholm, Göteborg, Malmö, Norrköping, Helsingborg och Gävle. Denna särställning gjorde att städerna jämte landstingen fick delta i förstakammarvalen, där de valda stadsfullmäktigen agerade valmän. Ibland jämställs därför dessa stadsfullmäktigeval med landstingsval. Valdeltagandet var högst i Kramfors stad (88,3%) och lägst i Öregrunds stad (60,5%).
| Stockholm            | Stockholm                    | Stockholm       | Stockholm | Stockholm | Stockholm |
| Parti                | Parti                        | Röster          | Röster    | Mandat    | Mandat    |
| Parti                | Parti                        | Röster          | Röster    | Antal     | +-        |
| Parti                | Parti                        | Antal           | %         | Antal     | +-        |
| -------------------- | ---------------------------- | --------------- | --------- | --------- | --------- |
|                      | Socialdemokraterna           | 189 982         | 43,5      | 45        | +4        |
|                      | Högerpartiet                 | 125 527         | 28,8      | 29        | +9        |
|                      | Folkpartiet                  | 84 617          | 19,4      | 20        | -11       |
|                      | Sveriges kommunistiska parti | 27 084          | 6,2       | 6         | -2        |
|                      | Övriga partier               | 9 171           | 2,1       | 0         | —         |
| Antal giltiga röster | Antal giltiga röster         | 436 381         | 100       | 100       | +-        |
| Ogiltiga röster      | Ogiltiga röster              | 2 093           |           |           |           |
| Totalt               | Totalt                       | 438 474 (78,7%) |           |           |           |

| Göteborg             | Göteborg                     | Göteborg        | Göteborg | Göteborg | Göteborg |
| Parti                | Parti                        | Röster          | Röster   | Mandat   | Mandat   |
| Parti                | Parti                        | Antal           | %        | Antal    | +-       |
| -------------------- | ---------------------------- | --------------- | -------- | -------- | -------- |
|                      | Socialdemokraterna           | 84 032          | 40,4     | 24       | +-0      |
|                      | Folkpartiet                  | 61 859          | 29,7     | 18       | -4       |
|                      | Högerpartiet                 | 39 902          | 19,2     | 13       | +6       |
|                      | Sveriges kommunistiska parti | 19 438          | 9,3      | 5        | -2       |
|                      | Övriga partier               | 2 922           | 1,4      | 0        | —        |
| Antal giltiga röster | Antal giltiga röster         | 208 153         | 100      | 60       | +-       |
| Ogiltiga röster      | Ogiltiga röster              | 388             |          |          |          |
| Totalt               | Totalt                       | 208 541 (77,8%) |          |          |          |

| Malmö                | Malmö                | Malmö           | Malmö  | Malmö  | Malmö  |
| Parti                | Parti                | Röster          | Röster | Mandat | Mandat |
| Parti                | Parti                | Antal           | %      | Antal  | +-     |
| -------------------- | -------------------- | --------------- | ------ | ------ | ------ |
|                      | Socialdemokraterna   | 66 153          | 52,6   | 33     | +-0    |
|                      | Högerpartiet         | 42 971          | 34,1   | 21     | +4     |
|                      | Folkpartiet          | 11 873          | 9,4    | 6      | -4     |
|                      | Övriga partier       | 4 880           | 3,9    | 0      | —      |
| Antal giltiga röster | Antal giltiga röster | 125 877         | 100    | 60     | +-     |
| Ogiltiga röster      | Ogiltiga röster      | 580             |        |        |        |
| Totalt               | Totalt               | 126 437 (85,5%) |        |        |        |

| Norrköping           | Norrköping                   | Norrköping     | Norrköping | Norrköping | Norrköping |
| Parti                | Parti                        | Röster         | Röster     | Mandat     | Mandat     |
| Parti                | Parti                        | Antal          | %          | Antal      | +-         |
| -------------------- | ---------------------------- | -------------- | ---------- | ---------- | ---------- |
|                      | Socialdemokraterna           | 26 983         | 55,9       | 35         | +2         |
|                      | Högerpartiet                 | 12 914         | 26,7       | 17         | +4         |
|                      | Folkpartiet                  | 5 123          | 10,6       | 6          | -5         |
|                      | Centerpartiet                | 1 656          | 3,4        | 1          | +1         |
|                      | Sveriges kommunistiska parti | 1 612          | 3,3        | 1          | -2         |
|                      | Övriga partier               | 2              | 0,1        | 0          | —          |
| Antal giltiga röster | Antal giltiga röster         | 48 290         | 100        | 60         | +-         |
| Ogiltiga röster      | Ogiltiga röster              | 170            |            |            |            |
| Totalt               | Totalt                       | 48 860 (80,0%) |            |            |            |

| Helsingborg          | Helsingborg          | Helsingborg    | Helsingborg | Helsingborg | Helsingborg |
| Parti                | Parti                | Röster         | Röster      | Mandat      | Mandat      |
| Parti                | Parti                | Antal          | %           | Antal       | +-          |
| -------------------- | -------------------- | -------------- | ----------- | ----------- | ----------- |
|                      | Socialdemokraterna   | 22 472         | 52,2        | 26          | -2          |
|                      | Högerpartiet         | 14 805         | 34,4        | 19          | +5          |
|                      | Folkpartiet          | 4 930          | 11,4        | 6           | -2          |
|                      | Övriga partier       | 856            | 2,0         | 0           | —           |
| Antal giltiga röster | Antal giltiga röster | 43 063         | 100         | 51          | +-          |
| Ogiltiga röster      | Ogiltiga röster      | 434            |             |             |             |
| Totalt               | Totalt               | 43 497 (83,6%) |             |             |             |

| Gävle                | Gävle                        | Gävle          | Gävle  | Gävle  | Gävle  |
| Parti                | Parti                        | Röster         | Röster | Mandat | Mandat |
| Parti                | Parti                        | Röster         | Röster | Antal  | +-     |
| Parti                | Parti                        | Antal          | %      | Antal  | +-     |
| -------------------- | ---------------------------- | -------------- | ------ | ------ | ------ |
|                      | Socialdemokraterna           | 14 724         | 54,9   | 25     | +-0    |
|                      | Folkpartiet                  | 5 358          | 20,0   | 9      | -3     |
|                      | Högerpartiet                 | 5 172          | 19,3   | 9      | +3     |
|                      | Sveriges kommunistiska parti | 1 085          | 4,0    | 2      | +-0    |
|                      | Övriga partier               | 487            | 1,8    | 0      | —      |
| Antal giltiga röster | Antal giltiga röster         | 26 826         | 100    | 45     | +-     |
| Ogiltiga röster      | Ogiltiga röster              | 123            |        |        |        |
| Totalt               | Totalt                       | 26 949 (75,7%) |        |        |        |

## Fotnoter
1. ↑  I Stockholms stad började mandatperioden redan i oktober under valåret.